# Costa Lavezzara
La Costa Lavezzara (1.081 m s.l.m.) è una montagna dell'Appennino Ligure.

## Toponimo

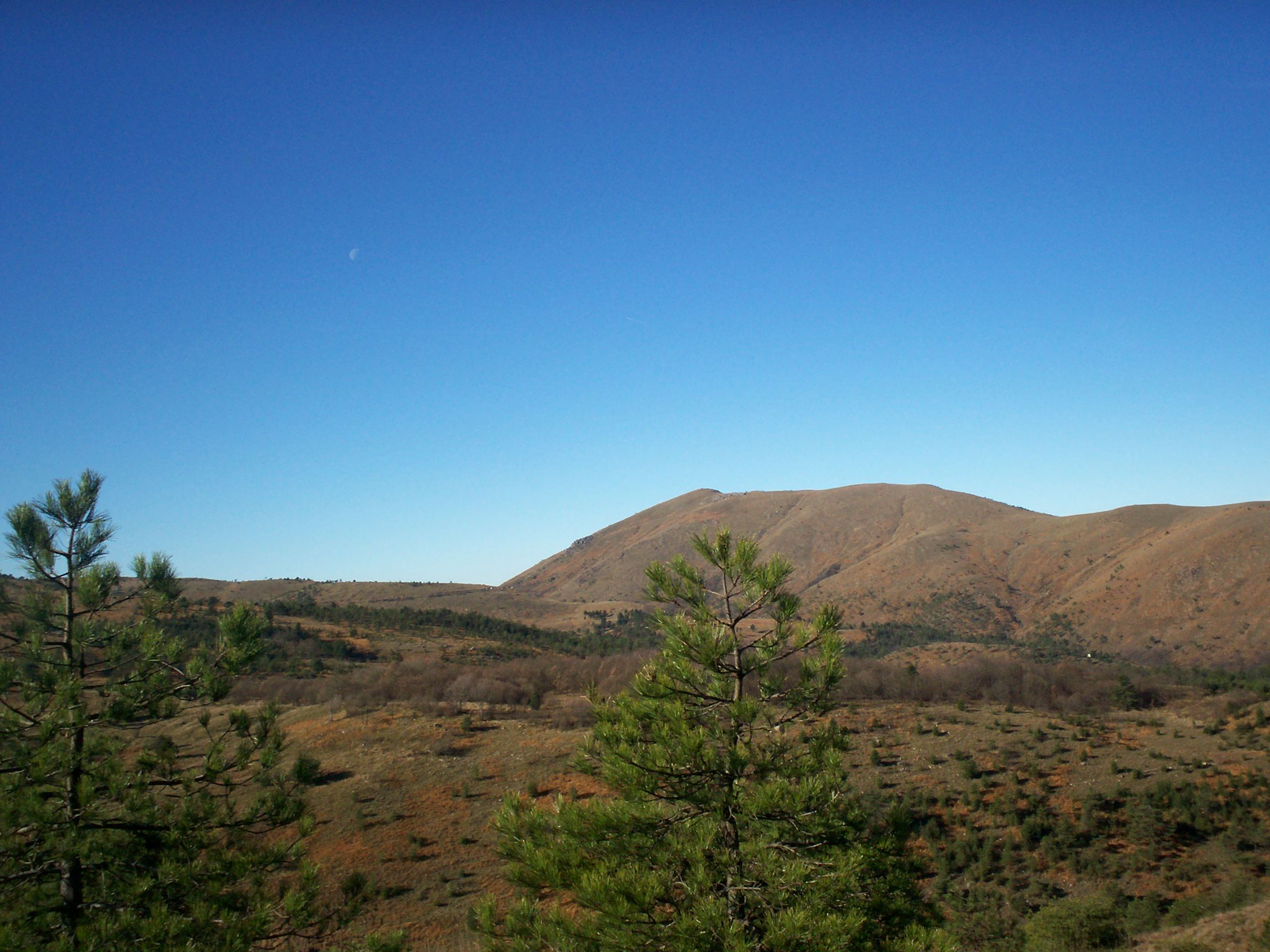
Vista d'insieme

Il termine Costa ricorre nella denominazione di crinali o di rilievi allungati, ed è presente in Liguria sia nella riviera di levante che in quella di ponente. Lavezzara è invece collegato al termine lavezze, con il quale venivano indicate le pietre della tipologia presente in zona.

## Storia

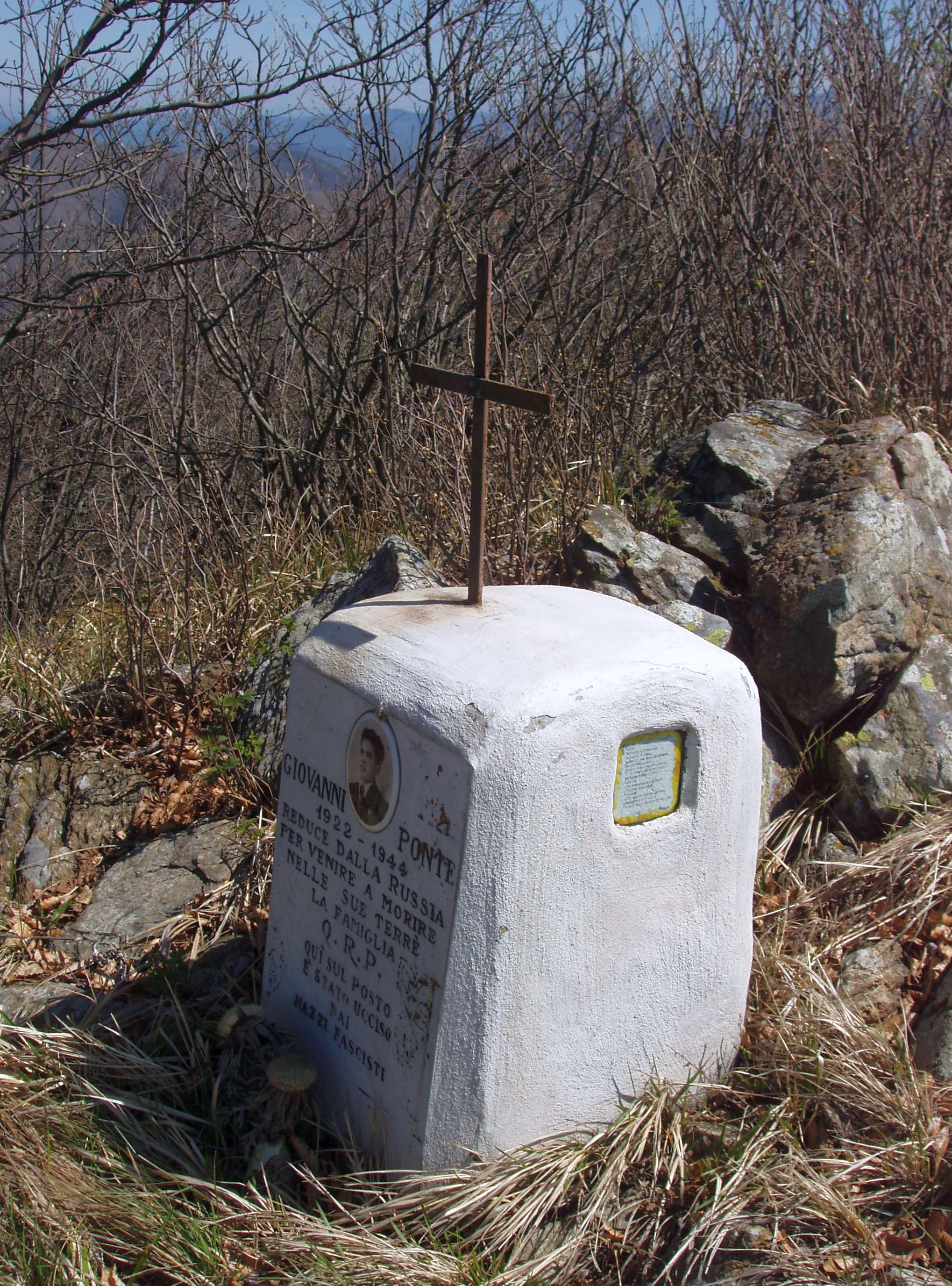
Cippo commemorativo per un militare caduto durante la Resistenza

Durante la Resistenza l'area attorno alla Costa Lavezzara è stata teatro di vari scontri tra le brigate partigiane che avevano sede nella zona e le truppe nazifasciste.

## Descrizione
La Costa Lavezzara si trova sullo spartiacque tra la valle del Piota e quella del suo principale affluente, il Gorzente. È costituita da una dorsale allungata e domina da nord-ovest il Lago Badana, uno dei bacini artificiali del Gorzente. La cima del monte è segnalata da un cartello indicatore posizionato dal Parco naturale delle Capanne di Marcarolo. La copertura vegetale della zona è principalmente erbosa. La prominenza topografica della Costa Lavezzara è di 301 metri.

## Geologia
La montagna è formata da duniti e lherzoliti, rocce del gruppo delle peridotiti, riferite all'unità tettonica Erro-Tobbio.

## Accesso alla cima

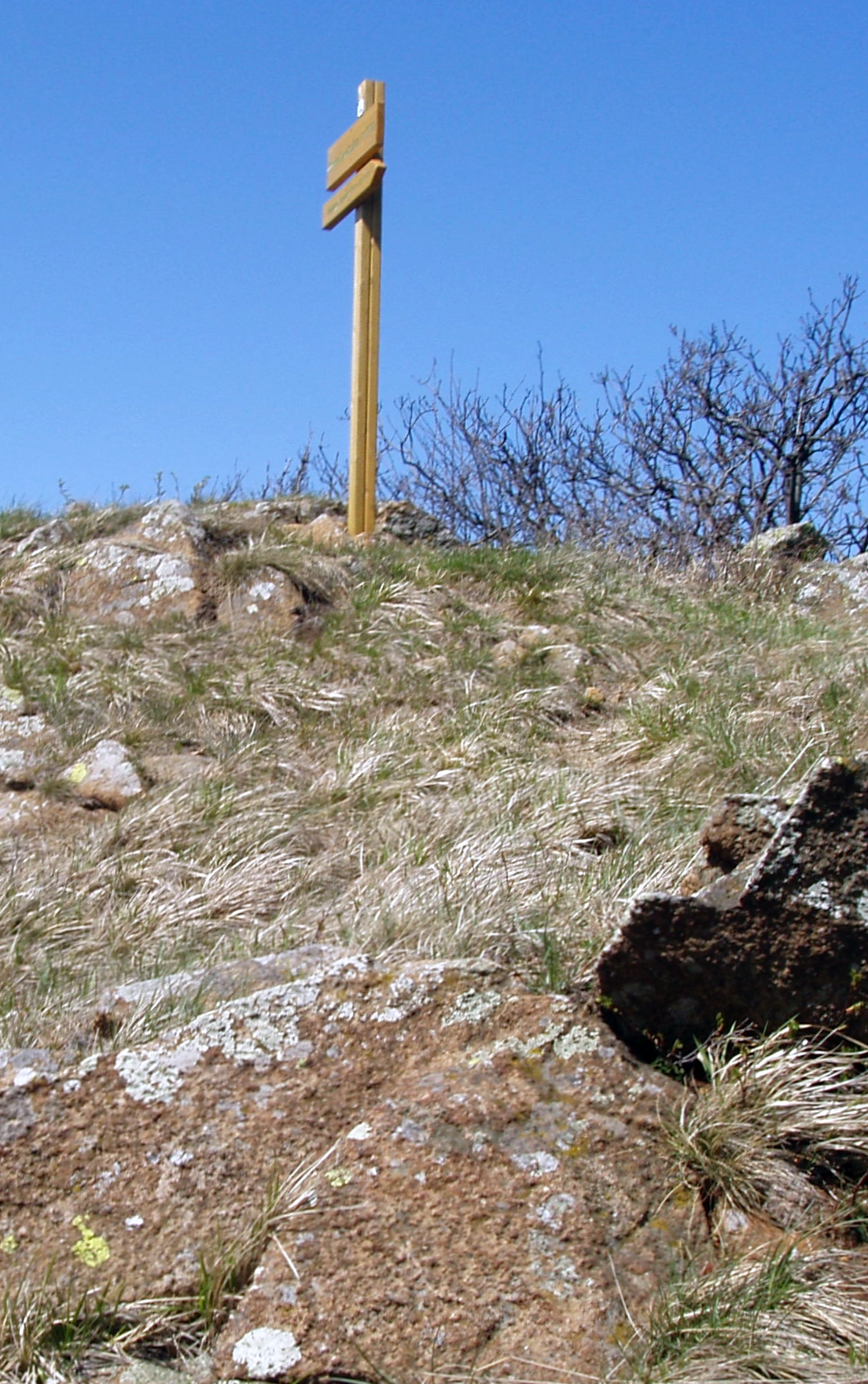
La cima della montagna

La cima della Costa Lavezzara può essere raggiunta per sentiero partendo dalla cappelletta dell'Assunta, sulla SP 165. Si tratta di un percorso di escursionistico considerato di difficoltà E.

## Tutela naturalistica
La Costa Lavezzara è situata all'interno del Parco naturale delle Capanne di Marcarolo, istituito dalla Regione Piemonte con la lr n.53 del 31 agosto 1979, poi modificata dalla lr n.13 del 23 gennaio 1989.